# USS Billingsley (DD-293)
L’USS Billingsley (DD-293) est un destroyer de classe Clemson lancé par l'United States Navy.

## Histoire
Le Billingsley, nommé en l'honneur de William Billingsley, l'un des premiers pilotes de la Marine, a été lancé le 10 décembre 1919 par la Bethlehem Shipbuilding Corporation dans le Massachusetts ; parrainé par Miss Irene Billingsley, sœur de l'ensign Billingsley ; et mis en service le 1er mars 1920, sous le commandement du Commander Henry D. Cooke. Le Billingsley se joint à la force des destroyers de la Flotte de l'Atlantique et participe aux opérations le long de la côte est et dans les Caraïbes jusqu'à l'été 1920, alors qu'il effectue des croisières d'entraînement pour la réserve navale. En réserve jusqu'en juin 1922, il rejoint alors la Division 26, Escadron 9, Destroyer Force, à Philadelphie. Il navigue le long de la côte atlantique jusqu'en juin 1924, date à laquelle la Division 26 rejoint les forces navales américaines en Europe. Le Billingsley croise dans les eaux européennes et méditerranéennes pendant l'année suivante et aide les réfugiés au Proche-Orient. Au cours de l'été 1924, il a servi de garde-avion pour la traversée de l'Atlantique nord lors du vol militaire Around-the-World Flight. En 1925, il passe à Bordeaux, Saint-Nazaire et Nantes. Plus tard dans l'année, il est rentré à son port d'attache et a repris ses activités habituelles le long de la côte est jusqu'à l'été 1929, où il a de nouveau effectué des croisières pour la réserve navale. Le Billingsley s'est présenté au chantier naval de Philadelphie en septembre 1929, a été désarmé le 1er mai 1930 et vendu le 17 janvier 1931.